# Duranguense

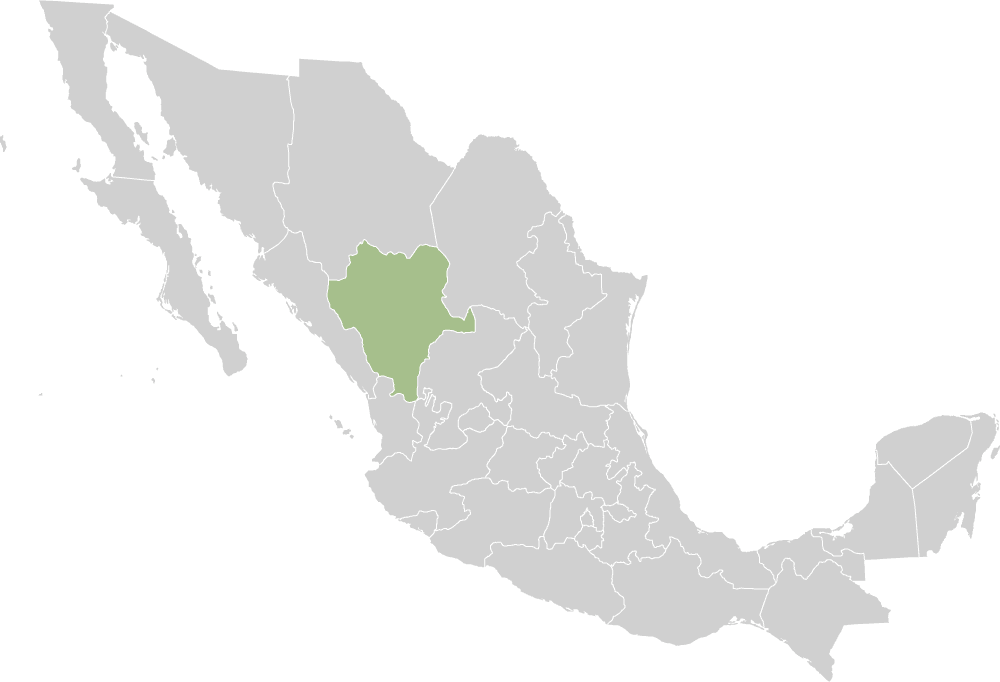
Lo stato di Durango in Messico

Duranguense (noto anche come pasito duranguense) è un genere di musica regionale messicana. Era popolare tra la comunità di Chicano negli Stati Uniti dalla metà alla fine del 1900. Il Duranguense è strettamente legato agli stili messicani di banda e norteño. Gli strumenti principali, che sono adottati dalla banda, sono il sassofono, il trombone e la grancassa. Tuttavia, ciò che distingue il gruppo duranguense dalla banda è l'aggiunta di sintetizzatori per suonare sia melodie che la sonorità bassa della tuba. Il tempo è anche notevolmente più veloce della banda o del norteño. Tra gli elementi duranguensi riportati da altri generi è el tamborazo; una pesante linea di percussioni composta da grancassa e variegati rulli di rullante.

## Storia
Il termine duranguense si riferisce alle persone di Durango, in Messico. Si ritiene che il Grupo Montéz de Durango sia stato il primo ad iniziare il movimento. Nonostante il suo nome, lo stile non è nato a Durango ma nella città di Chicago, nell'Illinois. Gli adolescenti stanno formando nuove band Duranguense come mai prima d'ora, suonando in locali notturni, matrimoni, quinceañera e riunioni di famiglia. Un gruppo di immigrati di Durango ha dato vita a un gruppo Durangense chiamato Patrulla 81; da lì ha iniziato ad espandersi in altri stati e in Messico. La maggior parte delle bande di Duranguense sono state fondate da immigrati messicano-americani negli Stati Uniti.
Non è stato che agli inizi degli anni 2000 che il Grupo Montéz de Durango, una delle band Duranguense più conosciute, ha superato le classifiche musicali latine. Il loro album, De Durango a Chicago, è stato un best seller e lo è stato musicale anche nella top ten di Chicago su Amazon.com.

## Artisti di Duranguense
- Montez de Durango
- Alacranes Musical
- AK-7
- Conjunto Atardecer
- Los Creadorez Del Pasito Duranguense
- Diana Reyes
- Los Horóscopos de Durango
- K-Paz de la Sierra
- Majestad de la Sierra
- Patrulla 81
- Los Primos de Durango
- El Trono de Mexico
- La Historia Musical de Mexico
- La Autoridad de La Sierra
- La Apuesta